# (4090) Říšehvězd
(4090) Říšehvězd ist ein Hauptgürtelasteroid, der am 2. September 1986 von Antonín Mrkos vom Kleť-Observatorium entdeckt wurde.
Der Asteroid wurde am 28. August 1996 nach der tschechischen Astronomie-Zeitschrift Říše hvězd benannt.